# Triptih iz Hahulija
Triptih iz Hahulija (gruzijsko ხახულის ხატი, hahulis hati) je delno ohranjena velika repoussé ikona v obliki triptiha, ki je nastala v srednjeveški Gruziji. Vključuje več kot 100 primerkov gruzijskih in bizantinskih cloisonné emajlov, datiranih od 8. do 12. stoletja. Ikona je zdaj na ogled v Umetnostnem muzeju Gruzije v Tbilisiju.

## Zgodovina
Triptih iz Hahulija je dobil ime po srednjeveškem gruzijskem samostanu Hahuli (zdaj Haho, Turčija), kjer je bil prvotno hranjen. V začetku 12. stoletja je gruzijski kralj David IV. ikoni podaril več dragocenih kamnov, medtem ko je njegov naslednik Demetrius I. imel ikono, ki je bila čudežna, prenesena v samostan Gelati pri Kutaisiju v zahodni Gruziji, kjer je bila še prenovljena in postavljena v zlati okvir s pozlačenimi srebrnimi krili pod kraljico Tamar. V skladu s srednjeveškimi gruzijskimi kronikami je Tamar še posebej počastila ikono in ji podarila kalifov prapor, ki ga je leta 1195 zasegla v bitki pri Šamkorju.
Iz Gelatija je bila ikona ukradena leta 1859, domnevno na pobudo ruskega guvernerja v Kutaisiju, grofa Levašova. Velik del zlata in draguljev je bil iztrgan in prodan v Rusiji. Kasneje je Levašov naročil kovinsko reprodukcijo moskovskemu zlatarju, ki je bil leta 1865 predstavljen samostanu Gelati. Prvotna ikona in številni medaljoni so nato pristali v zasebni zbirki ruskega slikarja Mihaila Botkina in nato muzeju Ermitaž. Leta 1923 se je ikona vrnila v Gruzijo v močno razdrobljenem stanju.

## Opis
Triptih iz Hahulija je eno največjih umetniških del iz emajla na svetu z višino 1,47 m in širino (z odprtimi ploščami) 2,02 m.
Osrednji del triptiha, ikona velika 116 × 95 cm device Odigitrije (iz grščine 'Ona, ki kaže pot'), je bila prvotno iz plemenite kovine. Ozadje v tehniki repoussé je zdaj izgubljeno, ohranjen je le emajlirani obraz in roke Device.
Triptih je opremljen s 115 cloisonné emajli, ki izhajajo iz gruzijskih delavnic in Konstantinopla od 8. do 12. stoletja. Emajli so v obliki okroglih medaljonov, pravokotnih in križnih plošč, predvsem z upodobitvami svetnikov, nekateri so okrašeni z vzorci. Pokrov relikviarija je okrašen s cloisonné ploščo iz 10. stoletja s prizorom Križanja.
Posebej velja omeniti emajl kraljevega para, ki ju grški napis označuje kot bizantinskega cesarja Mihaela VII. in njegovo ženo Marijo. Ta medaljon, ki ga je v Gruzijo prinesla Marija leta 1072, je bil edina vidna figuralna podoba, ko je bil triptih zaprt. 